# Homer News
El Homer News es un diario semanal distribuido en Homer, Alaska. Fue comprado por Morris Communications en el 2000. El diario es publicado todos los jueves.
Homer News fue nombrado como el mejor diario semanal según el Alaska Press Club en el 2001 y en el 2005, y empató en el 1999 con otro diario semanal.